# 임충재
임충재(任忠宰, ? - ?)는 일제강점기의 관료이자 해방 직후의 언론인, 공무원이다. 한때 보수주의 단체에도 가담하여 활동하였다.

## 약력
- ~ 1937년 9월 28일 옹진군 서무주임
- 1937년 9월 29일[1] ~ 황해도 안악군 서무주임
- 1945년 11월 2일 ~ 성동구청장
- 1946년 12월 31일 ~ 1947년 8월 21일 용산구청장
- 1946년 김구, 김성수, 윤치영 등이 조직한 대한독립청년단에 참여하여 활동
- 1947년 2월 9일 조선민족청년단(족청) 서울시 용산구단부 조직에 참여, 족청 용산구지부 이사[2]
- 1947년 4월 20일 ~ 현대일보사 편집국 기자
- 1947년 8월 17일 민흥공보(民興公司) 전무취체역[3]
- 1947년 10월 19일 독립촉성국민회의 무력조직인 독촉 검찰대 부대장[4]

## 같이 보기
- 조선민족청년단
- 독립촉성중앙회
- 이승만
- 김구
- 이범석